# La France
Pour l’article ayant un titre homophone, voir L'Afrance.
Pour le journal collaborationniste français de Sigmaringen, voir La France (Sigmaringen). Pour les autres homonymes, voir France (homonymie).
La France est un quotidien financier français fondé en août 1862 par Arthur de La Guéronnière et disparu en 1937. 
À l'origine, la ligne éditoriale de ce journal conciliait la fidélité à Napoléon III et la réaffirmation du pouvoir temporel du pape. Il fut racheté en 1874 par Émile de Girardin, le célèbre fondateur du journal La Presse et collaborateur de longue date de La Guéronnière. Plus relevé que La Presse et « résolument politique », selon l'historien Tristan Gaston-Breton[réf. nécessaire], il combattit, pendant la crise du 16 mai 1877, la politique du Président Mac Mahon et du duc de Broglie. Comportant également une rubrique d'éphémérides et une chronique des beaux-arts et de lettres, le journal compta notamment Gaston de Cambronne et Émile Cère parmi ses collaborateurs.

## Historique
Le journal a été fondé par une société de sénateurs, de députés, d'industriels et de propriétaires terriens, qui associent le public à leur démarche. Le journal n'affecte aucune attache gouvernementale. Son administration financière est confiée à M. D. Pollonnais, conseil général des Alpes-Maritimes, tandis que le comte de Saint-Poncy, préfet du département de la Haute-Loire exerce la fonction honorifique de rédacteur en chef. La rédaction compte M. Fiorentino comme critique théâtre et Louis Figuier comme chroniqueur scientifique, ou encore Horace de Vielcastelet et Olivier de Jallin.
En 1864, les commentateurs estiment que La France se « donne beaucoup de peine pour faire croire qu'il possède tous les secrets de la politique gouvernementale et que ses nouvelles les plus hasardées ne sont que des indiscrétions ». Lors de la période précédant la guerre franco-allemande de 1870, le journal est très critique envers la Prusse, qu’il accuse de préparer la guerre.
À  la mort de Girardin, en 1881, le rédacteur en chef Charles Laurent est remplacé par Charles Lalou, un aventurier de la finance de grande envergure, directeur des mines de Bruay, boulangiste, député du Nord de 1889 à 1893. Engagé volontaire lors de la guerre franco-allemande de 1870, il se rapproche d'Émile de Girardin et devient patron de La France à sa mort en 1881.

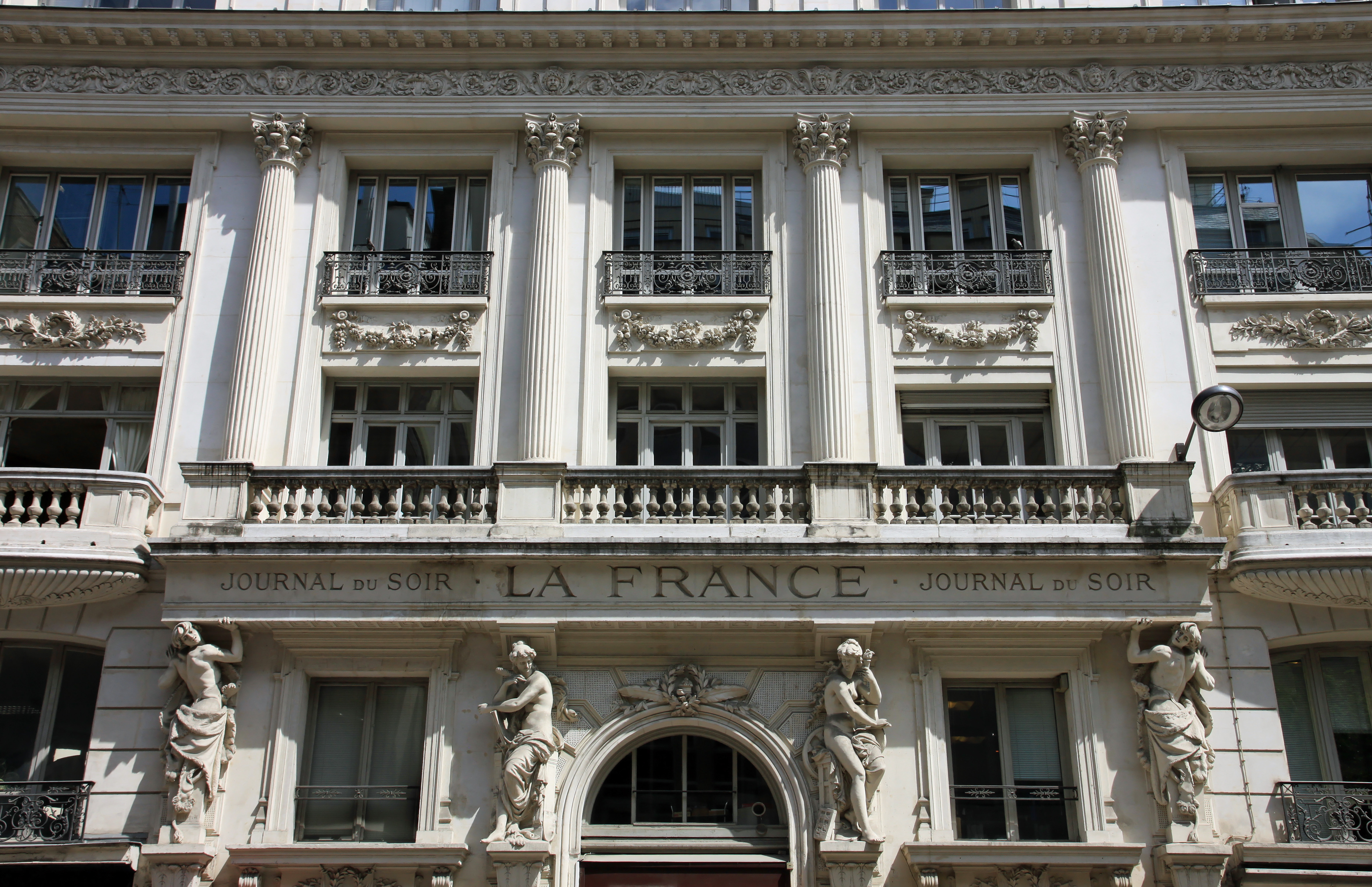
Ancien siège du journal La France, 142 rue Montmartre à Paris (2e).

Le siège du journal La France était sis au 142, rue Montmartre à Paris, en pleine République du Croissant, dans un bâtiment élevé en 1883 par l’architecte Ferdinand Bal. Sculptés par Ernest-Eugène Hiolle et Lefèvre-Deslongchamps, deux atlantes revêtus d’une dépouille de lion et deux cariatides symbolisant, à gauche et à droite de l’arcade d’entrée, le journalisme et la typographie, mettaient en valeur l’enseigne du journal située sous le balcon du premier étage. Abritant également les locaux du Radical (jusqu'en 1915) et du Paris, ce bâtiment deviendra plus tard le siège du journal L’Aurore.
En juin 1884, l'interruption par Lalou d'une campagne polémique entreprise dans La France par Ernest Judet à propos de l'affaire Saint-Elme provoque le départ de celui-ci et de plusieurs autres rédacteurs du journal. Certains d'entre eux fondent alors La France libre aux côtés d'Adolphe Maujan et de Camille Farcy, ancien rédacteur en chef et collaborateur de longue date (1875-1883) de La France.
Condamné en 1895 pour avoir laissé publier une liste de 104 parlementaires et autres personnalités censés avoir été impliquées dans le scandale de Panama, Lalou cède la direction et la propriété du journal à Achille-Clément Intering, dit Servanine. Or, celui-ci fait faillite en septembre 1896. Entre cette date et novembre 1897, la France appartient à l'industriel Hypolite Hostein, qui dirige le journal avant de le revendre à Henri Gervais. Celui-ci agit pour le compte de Georges Grilhé, qui devient ainsi le nouveau directeur du quotidien et rompt en 1898 avec la ligne antidreyfusarde qui prévalait jusqu'alors.